# Кортни (Британска Колумбија)
Кортни (енгл. Courtenay) је град у Канади у покрајини Британска Колумбија. Према резултатима пописа 2011. у граду је живело 24.099 становника.

## Становништво
Према резултатима пописа становништва из 2011. у граду је живело 24.099 становника, што је за 9,4% више у односу на попис из 2006. када је регистровано 22.021 житеља. 
| 2006.  | 2011.  |
| ------ | ------ |
| 22.021 | 24.099 |